# Parafia Wniebowzięcia Najświętszej Maryi Panny w Filipowie
Parafia Wniebowzięcia Najświętszej Maryi Panny w Filipowie – rzymskokatolicka parafia leżąca w dekanacie Filipów należącym do diecezji ełckiej. Erygowana w 1571. Mieści się przy ulicy Konopnickiej.
Od sierpnia 2021 proboszczem parafii jest ks. kan. dr Jerzy Fidura.